# Provinz Chefchaouen

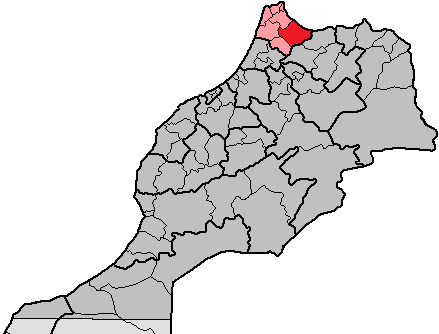
Provinz Chefchaouen in der Region Tanger-Tétouan

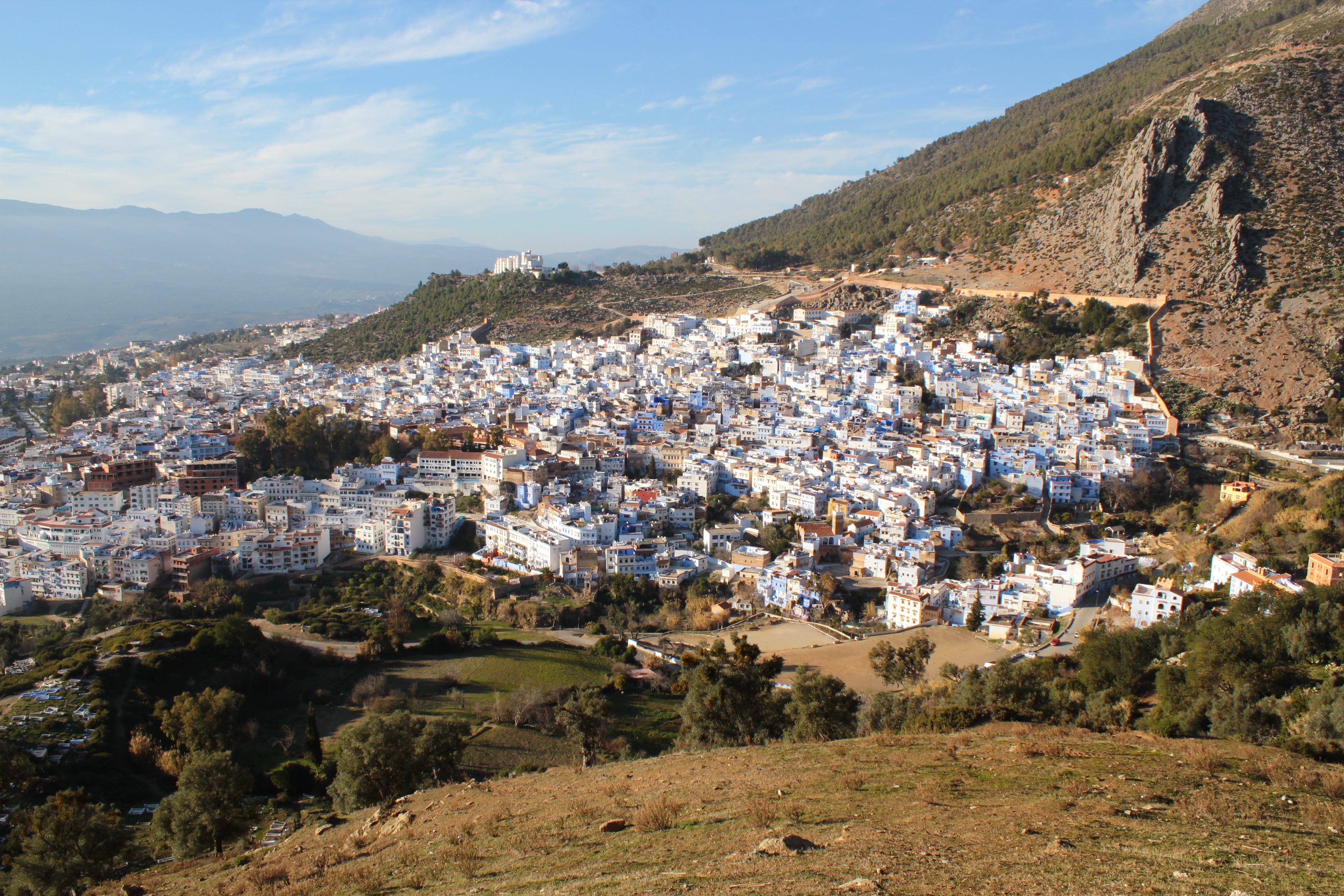
Chefchaouen inmitten des Rifgebirges

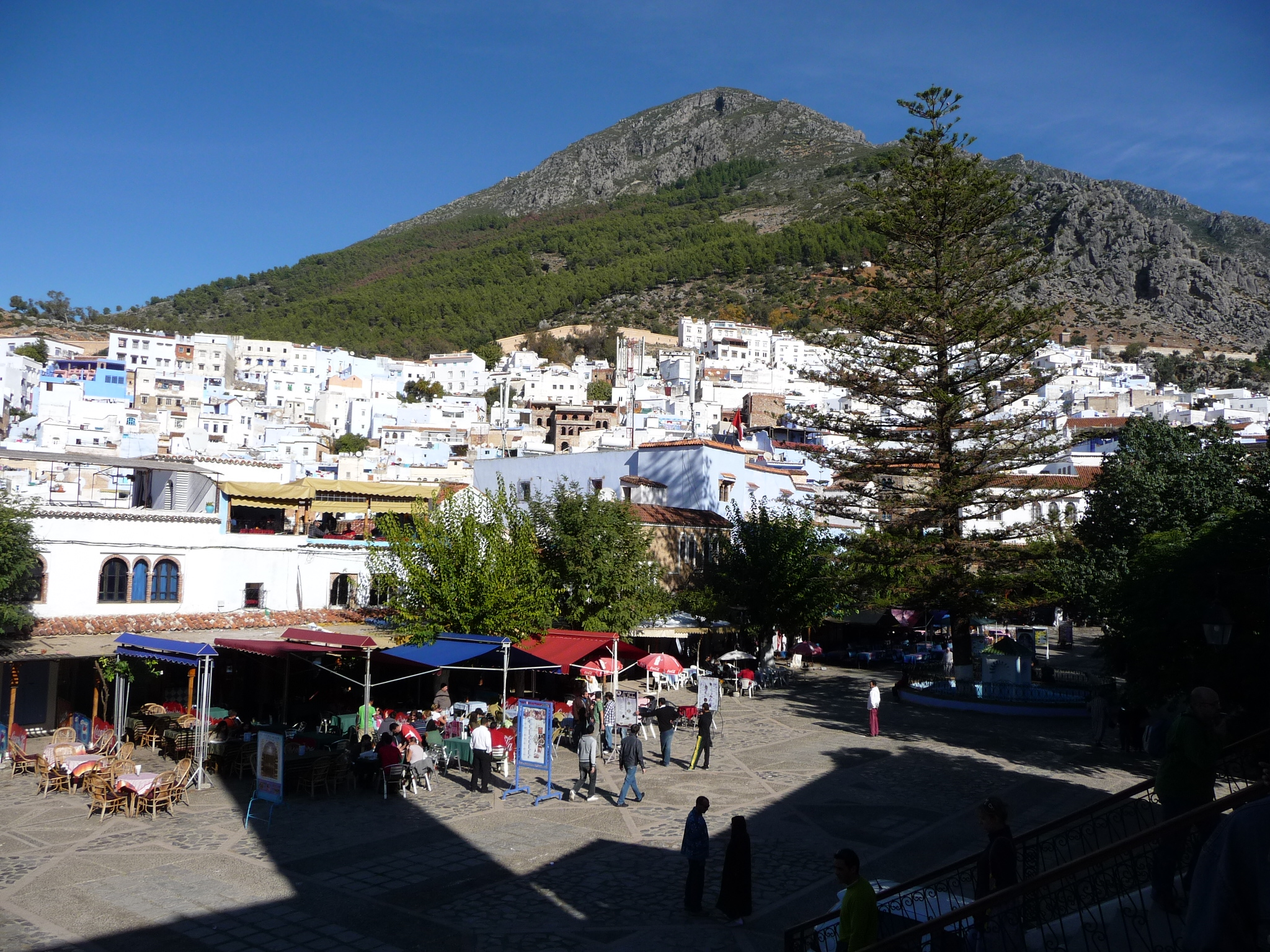
Platz in der Medina von Chefchaouen

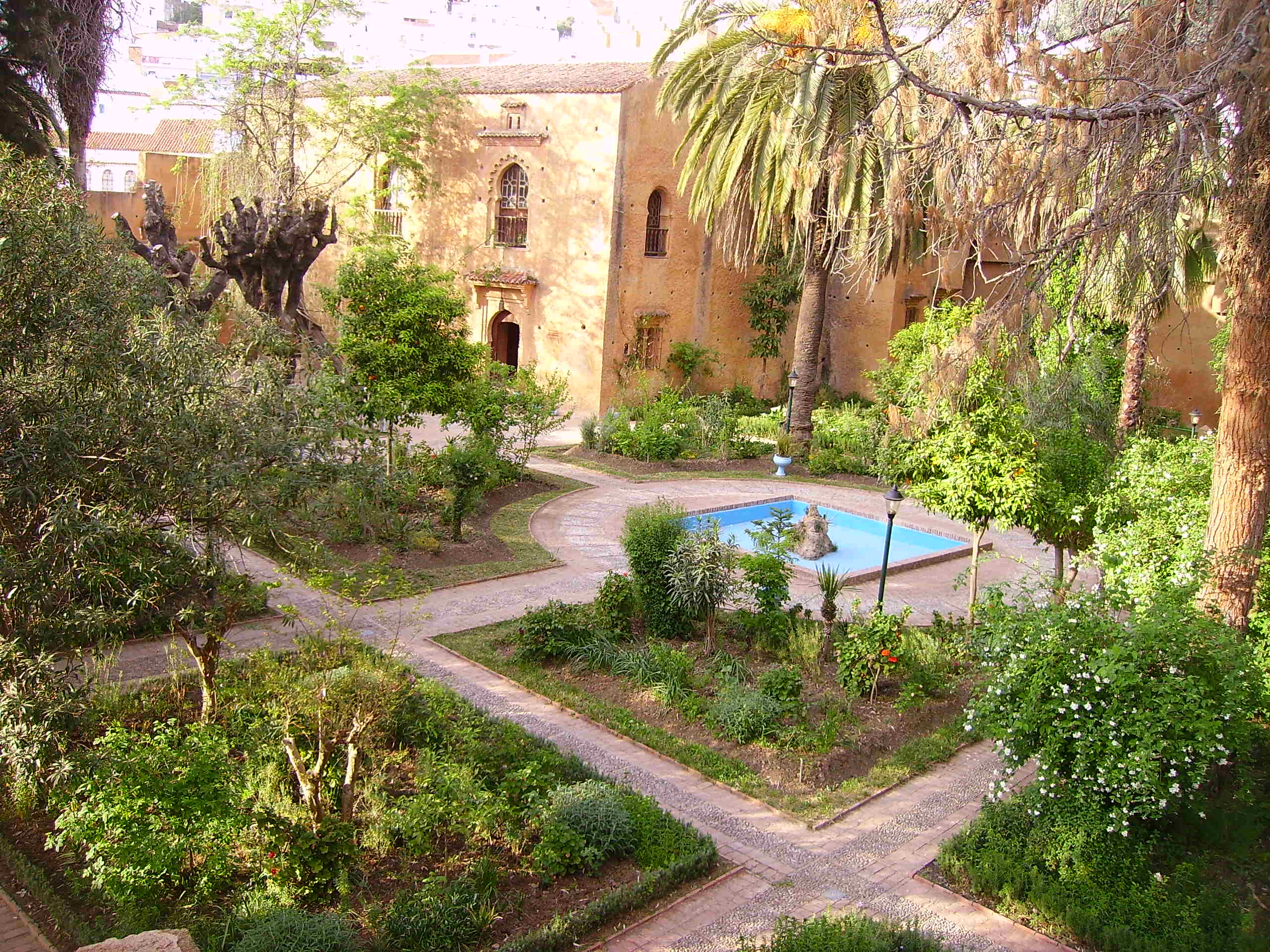
Garten der Kasbah von Chefchaouen

Die zur marokkanischen Region Tanger-Tétouan-Al Hoceïma gehörende Provinz Chefchaouen (Zentralatlas-Tamazight ⵜⴰⵙⴳⴰ ⵏ ⴰⵞⵞⴰⵡⵏ Tasga n Accawn) hat eine Fläche von etwa 3440 km² und eine Einwohnerzahl von etwa 450.000. Die Provinzhauptstadt ist Chefchaouen.

## Geographie

### Lage
Die Provinz Chefchaouen liegt im Rifgebirge und an der Mittelmeerküste Marokkos. Im Nordwesten grenzt sie an die Provinz Tétouan, im Westen an die Provinz Larache, im Südwesten an die Provinz Ouezzane, im Süden an die Provinz Taounate und im Osten an die Provinz Al Hoceïma. Im Nordosten erstreckt sich die etwa 120 Kilometer lange Mittelmeerküste.

### Landschaft
Zur Mittelmeerküste hin fällt das bis über 2000 m hohe und stark zerklüftete Rifgebirge steil ab; es gibt jedoch eine Vielzahl von touristisch kaum erschlossenen Badebuchten mit Felsen oder Sandstränden. Die höchsten Berge der Provinz sind der bei Chefchaouen gelegene und 2050 m hohe Jbel Tizouka und der etwa 20 km östlich von Chefchaouen gelegene Jbel Bouhalla (2170 m).

### Klima
Das Rifgebirge ist die regenreichste Region Marokkos. Entsprechend ist die Landschaft vergleichsweise dicht bewaldet und relativ grün. Ebene Flächen und manche Tallagen werden landwirtschaftlich genutzt.

## Geschichte
Das Gebiet der Provinz Chefchaouen gehörte – unterbrochen von der im Jahre 1921 von Abd el-Krim ausgerufenen Rif-Republik – bis zur marokkanischen Unabhängigkeit (1956) sowohl zur spanischen als auch zur französischen Einflusssphäre. Die Provinz Chefchaouen wurde erst 1975 geschaffen. Im Jahre 2009 wurden knapp 750 km² von der Provinz abgetrennt und der neugegründeten Provinz Ouezzane zugeschlagen. Bis 2015 gehörte die Provinz zur Region Tanger-Tétouan.

## Wirtschaft
Die Region lebte jahrhundertelang nahezu ausschließlich von der Landwirtschaft; hierzu zählt auch der Anbau von Hanf, welcher schon seit alters her unter dem Namen Haschisch geraucht wird. In den 1960er Jahren entdeckten Hippies die lange Zeit für Ausländer verbotene Stadt Chefchaouen, die sich immer mehr dem Massentourismus öffnet, ohne bislang ihren Charme verloren zu haben. Die Mittelmeerküste ist hingegen immer noch weitgehend in der Hand von Einheimischen, doch an einigen Buchten sind bereits kleinere Restaurants entstanden.

## Sehenswürdigkeiten
Mit Abstand die bedeutendste Sehenswürdigkeit der Provinz ist ihre Hauptstadt, deren verputzte und blau-weiß angestrichene Hausfassaden an ein europäisches Mittelmeerstädtchen denken lassen. Und in der Tat hängt die Gründung und Entwicklung des Ortes eng mit der Vertreibung der Mauren aus Spanien und deren Neuansiedlung zusammen. Zudem hat die UNESCO im Jahr 2010 vier Städte des Mittelmeerraumes vor allem wegen ihrer mediterranen Küche als Meisterwerke des mündlichen und immateriellen Erbes der Menschheit unter ihren besonderen Schutz gestellt: Unter ihnen befinden sich Soria (Spanien), Cilento (Italien), Koroni (Griechenland) und Chefchaouen (Marokko).